# タンザニア

タンザニア連合共和国
Jamhuri ya Muungano wa Tanzania （スワヒリ語）
United Republic of Tanzania  （英語）

国の標語：Uhuru na Umoja
（スワヒリ語: "自由と統一"）
国歌：Mungu ibariki Afrika（スワヒリ語）
神よ、アフリカに祝福を

1. 
2. 
3. 
4. 
 
 註1: データは本土のみ
註2: 立法府の議事堂はドドマ、その他の政府官庁はダルエスサラーム
註3: ケニアとウガンダから掛ける場合は 007

タンザニア連合共和国（タンザニアれんごうきょうわこく）、通称タンザニアは、東アフリカにある共和制国家。イギリス連邦加盟国。ケニア、ウガンダ、ルワンダ、ブルンジ、ザンビア、マラウイ、モザンビークと国境を接し、タンガニーカ湖対岸にはコンゴ民主共和国があり、またインド洋に面する。
1996年に立法府の議事堂が法律上の新首都ドドマに移転されたが、その他の政府官庁は旧首都ダルエスサラームにある。

## 概要
タンザニアは東アフリカ大陸部のタンガニーカとインド洋島嶼部のザンジバルから構成され、ザンジバルは中央政府から強い自治権を確保したザンジバル革命政府によって統治されている。
また、アフリカでも有数の大自然に恵まれ、文化的にもスワヒリ語を国語とし、アフリカ在来の言語が大きな役割を果たしている数少ない国家である。

## 国名
正式名称は、スワヒリ語で Jamhuri ya Muungano wa Tanzania（ジャムフリ・ヤ・ムウンガーノ・ワ・タンザニア）。英語で United Republic of Tanzania（ユナイテッド・リパブリック・オブ・タンザニア）。通称、Tanzania（タンザニア）。
日本語の表記は、タンザニア連合共和国。通称、タンザニア。漢字表記は、坦桑尼亜。
国名はタンザニアを構成するために併合したタンガニーカ（Tanganyika）とザンジバル（Zanzibar）の名前に、かつてアフリカ南部で栄えたアザニア文化（Azania）の名前を複合して1964年に命名された。

## 歴史

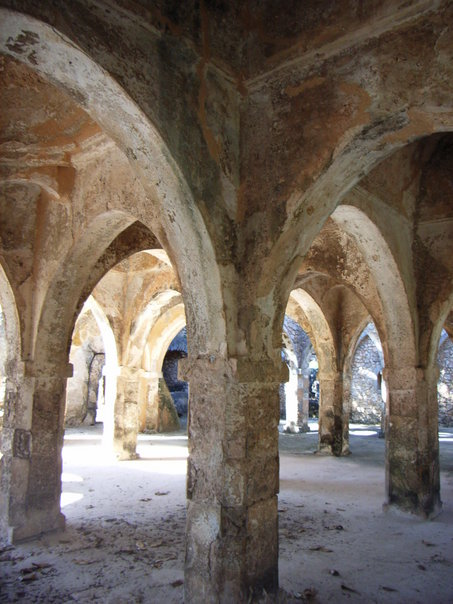
キルワ・キシワニの大モスクの遺跡

19世紀半ばオマーン帝国の版図。19世紀のインド洋の覇権をイギリスと争ったオマーン帝国は、1830年代より東アフリカのザンジバルに本拠地を置いていた。

### 有史以前
250万 - 200万年前にホモ・ハビリスが現在のタンザニアに相当する地域（北部のオルドヴァイ峡谷）に存在していたことが、ルイス・リーキー博士によって確認されている。

### バンツー系の民族移動
紀元前10世紀ごろ、現在のカメルーンに相当する地域からバントゥー系民族がタンザニアの森林部に移住した（en:Bantu expansion）。

### イスラームの到来
7世紀にアラビア半島でイスラーム教が成立したあと、アラブ人やペルシア人が東アフリカのインド洋沿岸部に渡来し、スワヒリ文明を築きあげた。10世紀ごろから16世紀初頭にかけて、タンザニアにはキルワ島やマフィア島、バガモヨなどのスワヒリ都市が栄えた。

### ポルトガル領時代
1498年にポルトガル王国の航海者ヴァスコ・ダ・ガマがインド航路を開拓し、インド洋におけるポルトガルの覇権が始まった。ポルトガルは1505年にキルワ王国を滅ぼしたあと、東アフリカの各地を制圧した。

### オマーン帝国時代
アラブ勢力の拡大にともない、ポルトガル勢力はオマーンによって1698年に現在のタンザニア領から駆逐され、南方のモザンビーク島にまで撤退した。その後、19世紀に入るとオマーン帝国（アラビア語: 
الإمبراطورية العمانية）のサイイド・サイード王が在地のマズルイ家から島嶼部と沿岸地方を自らの勢力圏に置き、1830年代にザンジバルに王宮ストーンタウンを建設し、帝国の本拠地を移した。1856年にサイイド・サイード王が死亡したあと、本国のオマーン・スルタン国とは別にサイイド・マージドがザンジバルのスルターンに即位するとザンジバル・スルタン国（Sultanate of Zanzibar、1856年 - 1964年）が成立し、引き続きクローヴなどの香辛料の交易や奴隷貿易で栄え、この時代にザンジバルは東アフリカ最大の奴隷市場となった。19世紀後半には、ザンジバル出身のスワヒリ商人ティップー・ティプが現在のコンゴ民主共和国東部に相当するタンガニーカ湖にまで勢力を伸ばし、内陸地域のスワヒリ語の普及の一因となった。彼はデイヴィッド・リヴィングストンやヘンリー・モートン・スタンリーの探険も助けた。

### イギリス・ドイツ植民地時代

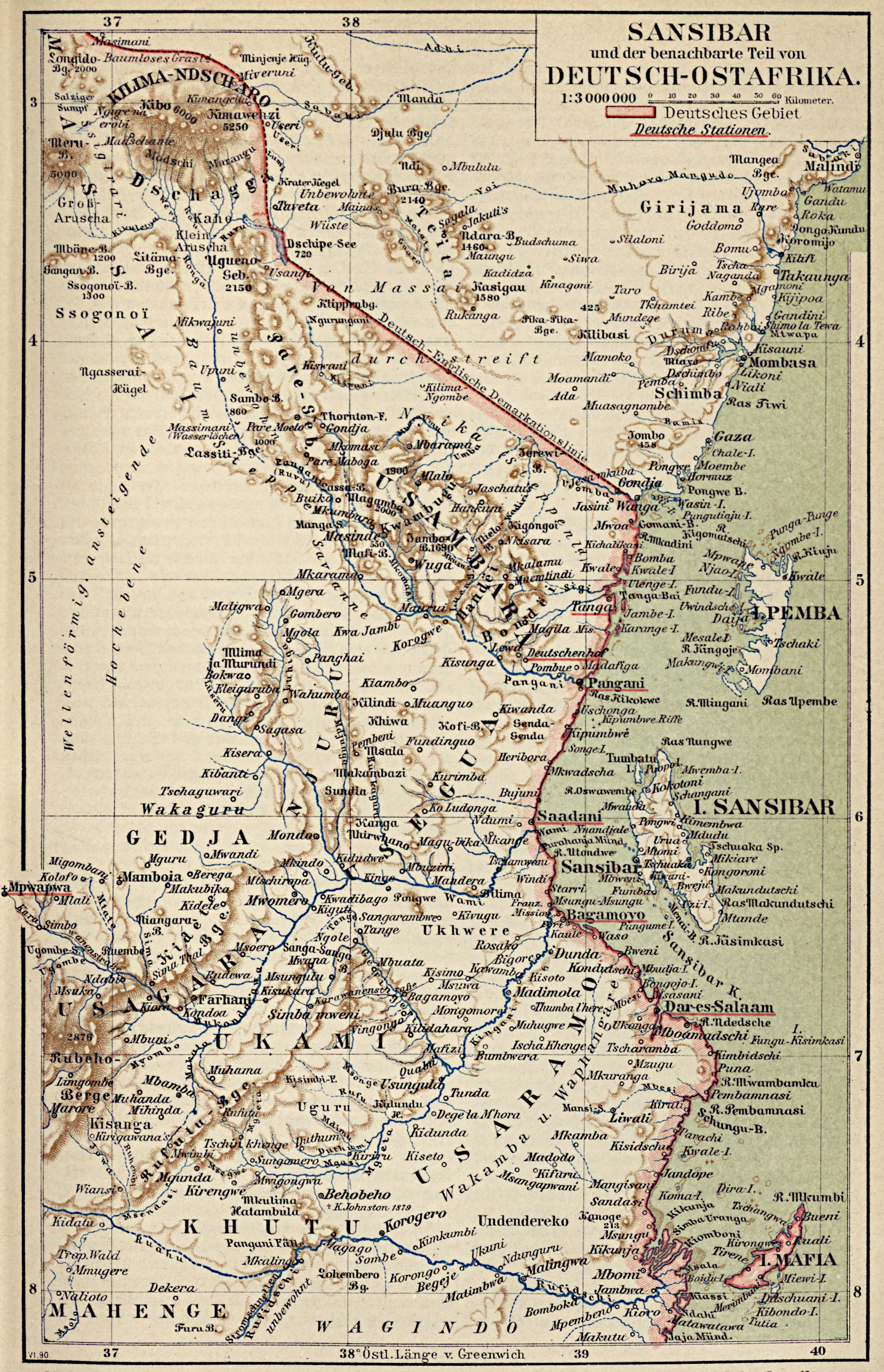
ドイツ領東アフリカ

1880年代にアフリカ分割が始まると、カール・ペータースの活動によって1885年に大陸部にドイツ東アフリカ会社の植民地が認可された（ドイツ領東アフリカ）。19世紀後半からインド洋に進出していたイギリスは、1890年7月1日にドイツとヘルゴランド＝ザンジバル条約を締結し、ザンジバル領のうち、沿岸地方はドイツが獲得し、島嶼部のザンジバルをイギリスの保護国とした。1890年に保護国となったザンジバル・スルタン国は、政変にともなう1896年のイギリスとの戦争でイギリスに一方的に敗北し、保護国化当初のザンジバルへの内政不干渉の原則は反故にされ、以後ザンジバルではイギリスによる行政が進んだ。
一方、大陸部のタンガニーカでは、ペータースの植民地会社は沿岸地方で発生したアブシリの反乱の鎮圧に手こずり、会社による統治は不可能と判断され、本国ドイツから総督の派遣を受ける統治形態へと変わった。19世紀末、領域内部には部族国家が複数存在しており、中でもルヴマ州のソンゲア・ルワフ・ムバノ率いるンゴニ族とイリンガ州のムクワワ率いるヘヘ族が二大勢力であったが、相争っていたため、数年がかりで各個制圧されていった。しかしながら、指導者ムクワワが率いるヘヘ族とのゲリラ戦（1891年 - 1898年）は長期化した。1905年の霊媒師キンジキティレ・ングワレ（Kinjikitile Ngwale）が主導するマジ・マジ反乱はンゴニ族も呼応して最大の反乱となったが、ヘヘ族がドイツ側について部族の垣根を越えることはできず、徹底的に鎮圧された。この反乱を受けて、ドイツは統治政策の見直しを行うこととなった。沿岸部からタンガニーカ湖までを結ぶ鉄道（ドイツ語: Tanganjikabahn、現在のタンザニア中央鉄道）は、1905年にダルエスサラームを起点に着工し、1914年には終点キゴマに到達して完成した。
1914年に第一次世界大戦が勃発すると、東アフリカ戦線ではパウル・フォン・レットウ＝フォルベック将軍率いる現地人兵士（アスカリ）を中心としたゲリラ部隊がイギリス軍などを相手に本国の降伏時まで交戦を行った。

### イギリス・ベルギー植民地時代
第一次世界大戦がドイツの敗北で終結したことによりドイツ領東アフリカは解体され、大半はイギリスの委任統治領タンガニーカ準州となり、東北部のルアンダ＝ウルンディはベルギーの委任統治領となった。イギリスは東アフリカで4地域（ウガンダ、ケニア、タンガニーカ、ザンジバル）を支配することとなり、これらには関税同盟が敷かれ、ドイツ領東アフリカルピーに代えて共通通貨東アフリカ・シリングが導入された。中央鉄道には複数の支線が敷設され、そのひとつはヴィクトリア湖のムワンザにまで延長された。
1939年に第二次世界大戦が勃発するとイギリス領だった東アフリカ地域からは28万人が動員され、タンガニーカからは8万7,000人が出征した。東アフリカ部隊は東アフリカ戦線でイタリア軍と、ビルマ戦線で日本軍との戦いを繰り広げ、インパール作戦で日本軍が対峙したイギリス軍には多くのアフリカ人のアスカリが存在した。

### 独立と連合

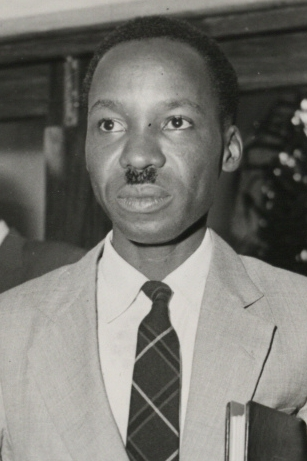
タンザニア連合共和国初代大統領ジュリウス・ニエレレ。「ムワリム」（スワヒリ語で「先生」の意）と呼ばれ、タンザニア人の尊敬を集めている。

第二次世界大戦後、世界的な脱植民地化の潮流の中でタンガニーカ＝アフリカ人民族同盟（TANU）が次第に支持を集め、1961年12月9日に大陸側のタンガニーカがイギリスの合意のもと平和的に独立した。1963年にはザンジバル王国も主権を獲得して独立した。しかし、翌1964年1月にザンジバルで革命が勃発すると国王は亡命し、アラブ人排斥の流血の事態の中でザンジバル人民共和国が成立した。その後、ザンジバルでの政変を経て、ニエレレの汎アフリカ主義の精神の下で両国は連合し、1964年4月26日にタンガニーカ・ザンジバル連合共和国が成立した。同年10月29日、この国家連合は両国の名称とかつてこの地域で栄えたアザニア文化の名称を複合し、タンザニア連合共和国と改称した。なお、官報の名称は、4月26日付45巻29号まではThe Tanganyika Gazetteとし、4月28日付45巻30号から11月30日付45巻71号まではThe Gazette of the United Republic of Tanganyika and Zanzibarを使い、12月3日付け45巻72号からThe Gazette of the United Republic of Tanzaniaとしている。
独立後、連合共和国の初代大統領となったジュリウス・ニエレレは、内政面ではスワヒリ語を国語とし、1967年のアルーシャ宣言発令以後は社会主義の建設を目指し、ウジャマーと呼ばれるコンセプトに基づいたアフリカ社会主義を採用した（ウジャマー社会主義）。対外的には東アフリカ諸国を東アフリカ連邦に統合する構想を掲げ、アルーシャを本部とする東アフリカ共同体（第一次）を作り、南アフリカ共和国のアパルトヘイト政権やローデシアの対白人少数派支配に対抗する「最前線」としてザンビアやボツワナとフロントライン諸国（FLS）を結成して、ニエレレは初代議長を務めた。また、ローデシアや南アフリカ共和国からの経済的な自立を図るタンザン鉄道の建設などを通じて中華人民共和国との関係を深め、ポルトガルとも敵対し、1964年にモザンビーク独立戦争が始まると、エドゥアルド・モンドラーネ議長の指導するモザンビーク解放戦線（FRELIMO）を支援し、解放区を提供した。この時期にタンザニアはFRELIMOのみならず、ナミビアの南西アフリカ人民機構（SWAPO）やジンバブエのジンバブエ＝アフリカ人民族同盟（ZANU）を支援している。
1971年にミルトン・オボテがイディ・アミンのクーデターによって追放されて以来、オボテをかくまったタンザニアは隣国ウガンダとは対立が続いた。

### タンザニア革命党
1977年にそれまで別組織だったTANUとアフロ・シラジ党（ASP）が統合し、タンザニア革命党が成立し、国内でも一党制に移行した。
1978年にそれまで対立していたウガンダのアミン大統領がタンザニアに侵攻するとこれを撃退し、タンザニア軍はウガンダの首都カンパラを攻略してアミン失脚の一因となった（ウガンダ・タンザニア戦争）。こうした政策によってタンザニアはアフリカ内外で第三世界を指導する国家の一角としての信望を集めたが、その一方で1970年代に入ると親西側的なケニアのジョモ・ケニヤッタとの対立で自らの理想を体現した東アフリカ共同体は消滅し、旱魃による農業の衰退や、ウジャマー村の建設の失敗が各地で報告され、経済面でウジャマー社会主義の失敗が明らかになった。
1980年代に入ると第二次石油危機の影響もあって経済の衰退は深刻化し、日用品や飲料水の不足に起因する国民の不満が高まる中、1985年11月にニエレレは引退を発表した。

### 経済の自由化
後任には与党タンザニア革命党からザンジバル出身のアリ・ハッサン・ムウィニが就任し、ムウィニの下でIMFの勧告を受け入れるなど経済の自由化が進められ、また複数政党制が認められて民主化が行われた。1995年に就任したベンジャミン・ウィリアム・ムカパ大統領の時代には、1994年に民主化した南アフリカ共和国からの投資が盛んに行われ、経済は復興を遂げた。
1998年8月7日にはアルカイーダによって首都ダルエスサラームの駐タンザニアアメリカ合衆国大使館が攻撃される、アメリカ大使館爆破事件が発生した。
2005年にはジャカヤ・キクウェテが大統領に就任し、2015年にはジョン・マグフリが大統領に就任した。

## 政治

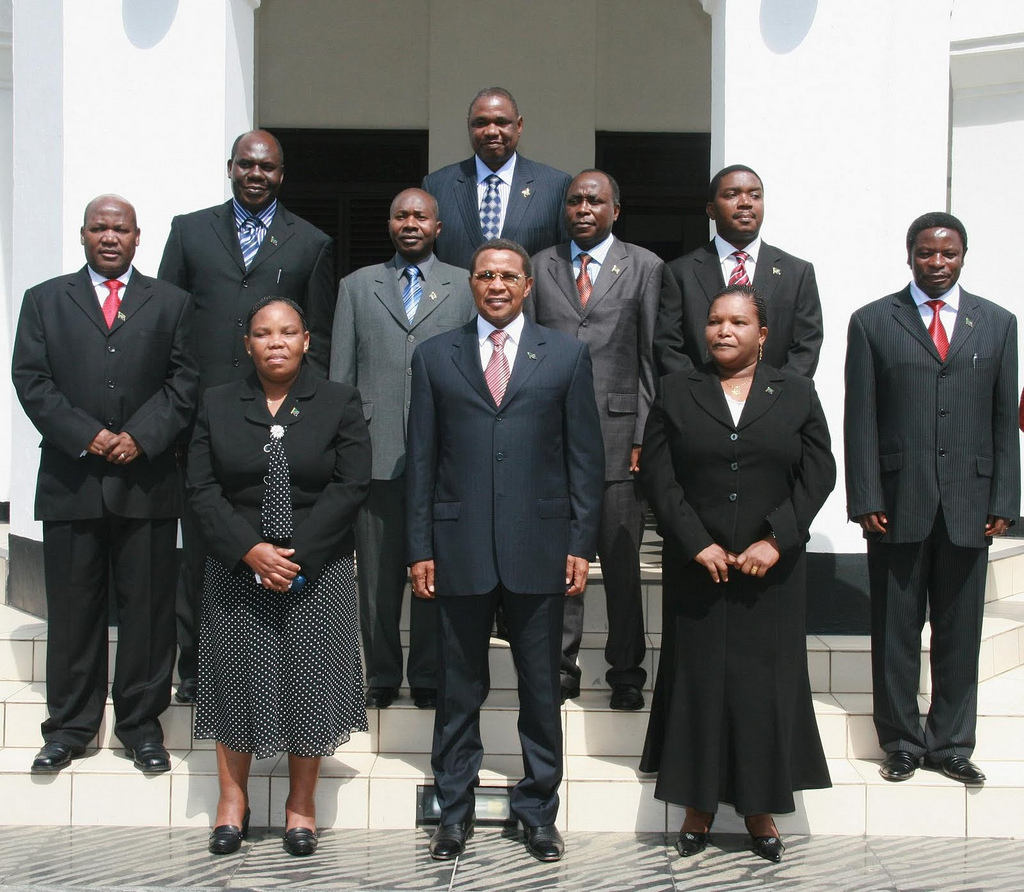
第4代大統領ジャカヤ・キクウェテと閣僚

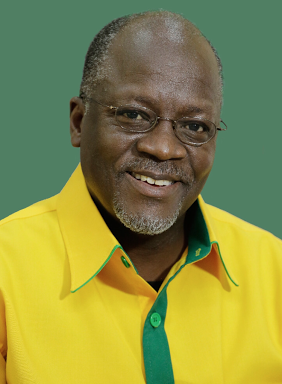
第5代大統領ジョン・マグフリ

タンザニアは共和制、大統領制を国家体制とする立憲国家である。現行憲法であるタンザニア憲法は1977年4月25日に制定（1984年10月に大幅改正）されたもの。
タンザニア政治の特徴として、他のアフリカ諸国に多く見られる、特定部族による政権の独占や民族による投票行動が見られないことがあげられる。これは、国内に特別大きな民族グループが存在しないこと、スワヒリ語による初等教育と、教育プログラムに盛り込まれた汎タンザニア史などを通じてタンザニア人としてのアイデンティティ創出に成功したこと、初代大統領ニエレレがウジャマー社会主義建設の過程で旧来の地方組織を解体したこと、複数政党制導入時に民族を基盤とした政党結成が禁じられたことなどが理由となっている。

### 元首
国家元首である大統領は、国民の直接選挙により選出され、任期は5年。3選は禁止されている。首相および閣僚は大統領により任命されるが、閣僚は国民議会議員でなければならない。2015年10月に与党信任で選出されたジョン・マグフリ第5代大統領が2021年3月17日に死去し、後任の第6代大統領として副大統領であったサミア・スルフ・ハッサンが同国初の女性の大統領として就任した。死去したマグフリの残余任期を引き継ぐ。

### 立法
立法府は一院制で、正式名称は国民議会。定数は393議席で、うち264議席は国民の直接選挙枠（うち50議席は、ザンジバル5州内の選挙区より選出）、113議席は大統領が任命する女性議員枠、5議席はザンジバル革命議会議員の枠である。議員の任期は5年である。
1992年以来、タンザニアでは複数政党制が認められているが、タンザニア革命党（CCM）による政権が独立以来続いている。その他の政党の勢力は脆弱だが、市民統一戦線（CUF）と民主進歩党（CHADEMA）が比較的有力である。

### ザンジバル
連合共和国政府とは別に、ザンジバルには独自の自治政府であるザンジバル革命政府および議会が存在し、ザンジバルの内政を担っている。統治権が及ぶのはザンジバル島の3州、およびペンバ島の2州である。ザンジバルの大統領はザンジバル住民の直接選挙で選出され、任期は5年である。ザンジバル議会は一院制で定数81議席。議員の任期は5年で、81議席中50議席はザンジバル住民の直接選挙により選出される。2021年現在のザンジバル大統領はタンザニア革命党 (CCM) のフセイン・ムウィニ（第8代）。強力な自治政府であり、大陸からザンジバル島に渡る場合でも、入国管理手続きが存在する。タンガニーカの独自政府は存在しない。
一方で、ザンジバルにおいては首都のあるウングジャ島とペンバ島の間に対立がある。ペンバ島はザンジバル革命の時に旧政権側を支持したため、革命政権によって冷遇を受けた。この対立は民主化後でも続いており、ウングジャ島でタンザニア革命党が強い一方、ペンバ島はタンザニア最大野党・市民統一戦線の地盤となっている。ザンジバル経済はペンバ島でおもに栽培されるクローブの輸出を柱としているため、経済面での貢献に比してペンバ島が政治面で冷遇を受けていることがさらにこの対立を増幅している。

## 国際関係
独立以来、ニエレレ大統領の下で第三世界外交が実践され、特にソビエト連邦よりも中華人民共和国との友好関係が築かれた。ザンビアからタンザニアに至るタンザン鉄道やタンザニア海軍基地なども中国の援助によって建設され、中国の支援でできたアマーン・スタジアムでタンザニア革命党も設立された。もともと英領東アフリカ植民地として同一の政府機構の下にあったウガンダやケニアとは独立時から東アフリカ共同役務機構を設立しており、アルーシャに事務局を置く東アフリカ共同体（第一次）の盟主でもあったが、1977年にケニアと決裂して東アフリカ共同体は解体、1978年にはウガンダ・タンザニア戦争も起きた。その後、2001年に東アフリカ共同体はアルーシャで再結成され、再び協力体制が構築された。また、南部アフリカ開発調整会議（SADCC）の設立経緯から、他の東アフリカ諸国は加盟していない南部アフリカ開発共同体（SADC）の一員でもある。

### 日本との関係
1960年代、日本から6人の技術専門家が送り込まれ、政治顧問や官僚として活動した。このことが縁となり、1969年にはタンザニアの大臣の発案で、キリマンジャロ州の1万4000平方キロの土地を日本に貸し、パイロット地区を形成しようとする案が持ち込まれた。
- 在留日本人数 - 195名（2021年10月，外務省海外在留邦人数調査統計）[14]
- 在日タンザニア人数 - 433人（2021年12月，法務省在留外国人統計）[14]

1976年、日本大使館の書記官が象牙の密輸を図っていたとして事実上の更迭を受けた。タンザニアでは当時から象牙の輸出は許可制となっており、規制を回避するために外交特権を利用して日本に送っていた疑い。象牙集めを手伝ったタンザニア従業員は警察の取り調べを受けた後に解雇されており、現地民や日系企業からは批難の声が上がった。
- 在タンザニア日本国大使館
- 駐日タンザニア大使館

## 軍事

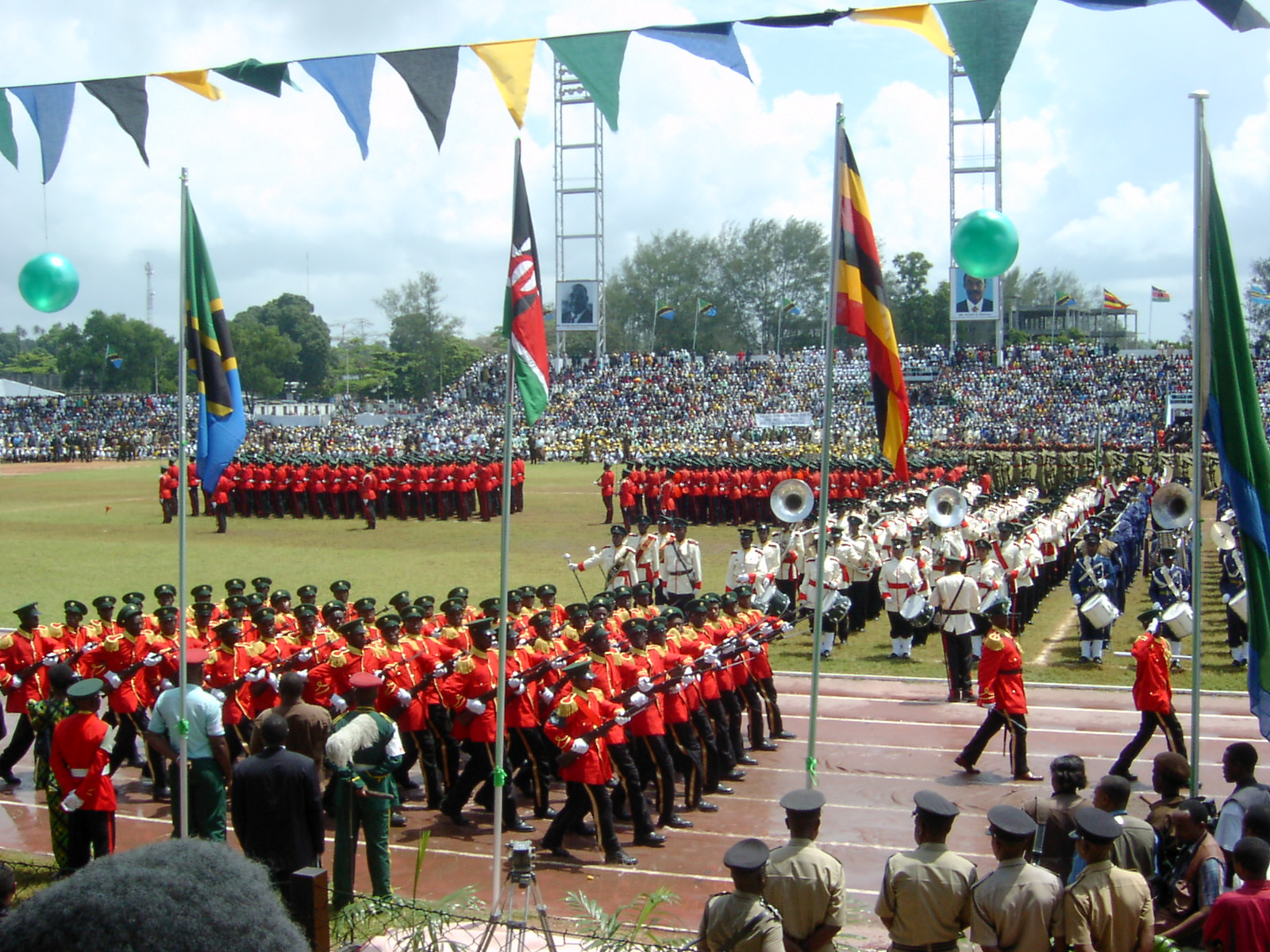
タンザニア人民防衛軍

タンザニア人民防衛軍は陸軍、海軍、空軍の三軍から構成され、総人員は約2万7,000人である。兵制は志願制を採用している。2005年にはGDPの0.2%が軍事に支出された。

## 地理

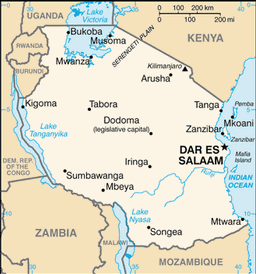
タンザニアの地図

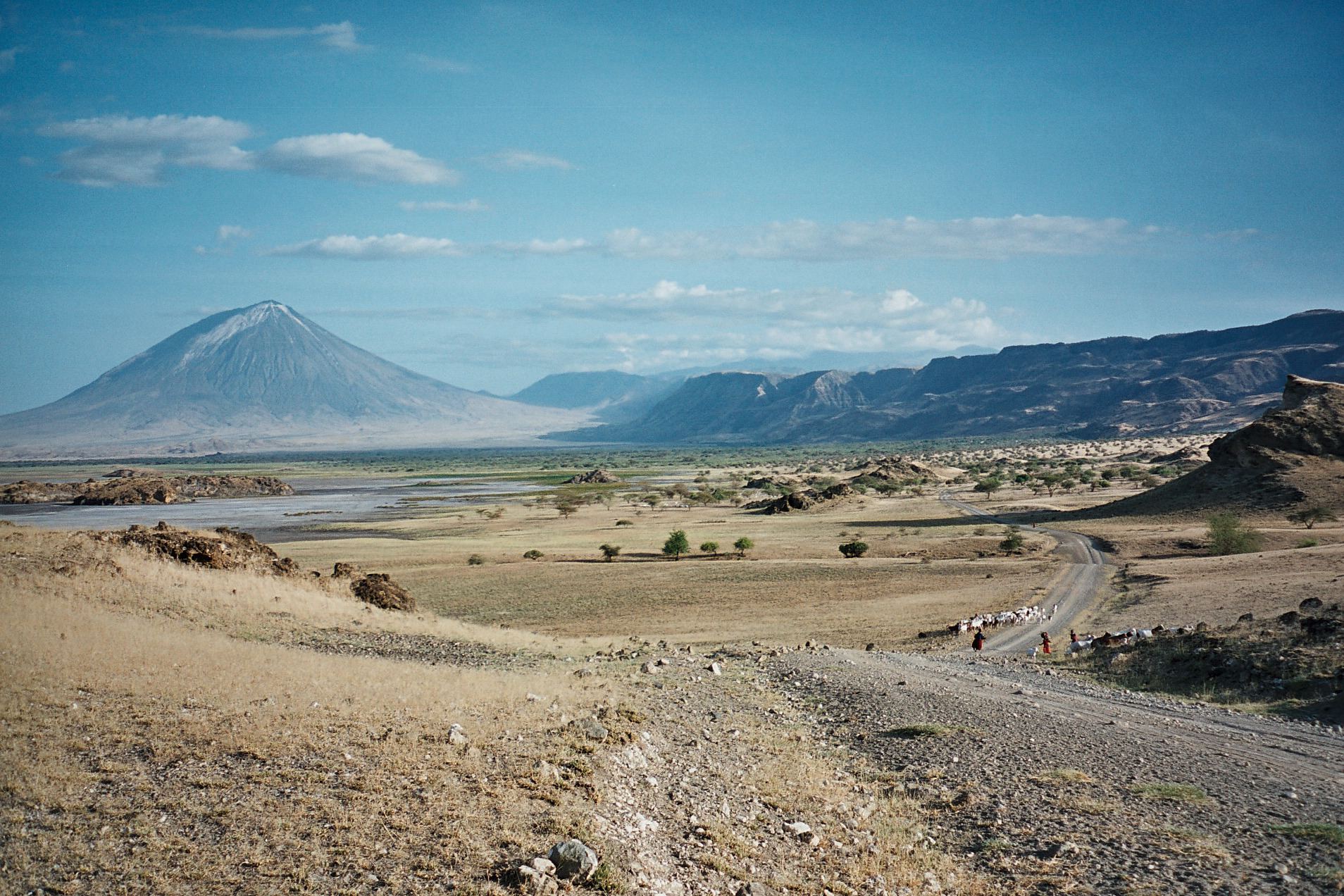
アフリカ大地溝帯

タンザニアの面積94万5,087km²は世界31位の広さでエジプトに続き、ナイジェリアとほぼ等しい。北東部にアフリカ最高峰のキリマンジャロ山（5,895メートル）があり、北部にアフリカ最大の面積を誇るビクトリア湖、西部にアフリカでもっとも深いタンガニーカ湖がある。この南のニアサ湖を含めアフリカ三大湖が存在する。これらはアフリカ大地溝帯が形成したものである。中部には高原が広がる。東部海岸は蒸し暑い気候で、ザンジバル島（ウングジャ島）がすぐ沖合にある。
気候は国土の大半がサバナ気候に属し、中央部がステップ気候、南部と北部の高原部が温暖冬季少雨気候である。降水量は海岸部やビクトリア湖岸、キリマンジャロ周辺では1,000ミリを超えるが、内陸部では500ミリ程度のところが多い。植生は、海岸部に熱帯半落葉降雨林が、内陸部にミオンボ（またはミヨンボ）と呼ばれる熱帯広葉雨緑乾燥林が広がっている。
生態学上貴重な野生公園が数多く存在する。北の有名なンゴロンゴロ保全地域とセレンゲティ国立公園、そして南にセルース猟獣保護区とルアハ国立公園とミクミ国立公園がある。西のゴンベ国立公園はジェーン・グドール博士がチンパンジーを研究したところである。タンザニア政府観光省が南西部ルクワ地域にあるカランボ滝を観光拠点にしようと努めている。この滝はタンガニーカ湖南端にあり、アフリカ第2の規模である。

## 地方行政区分

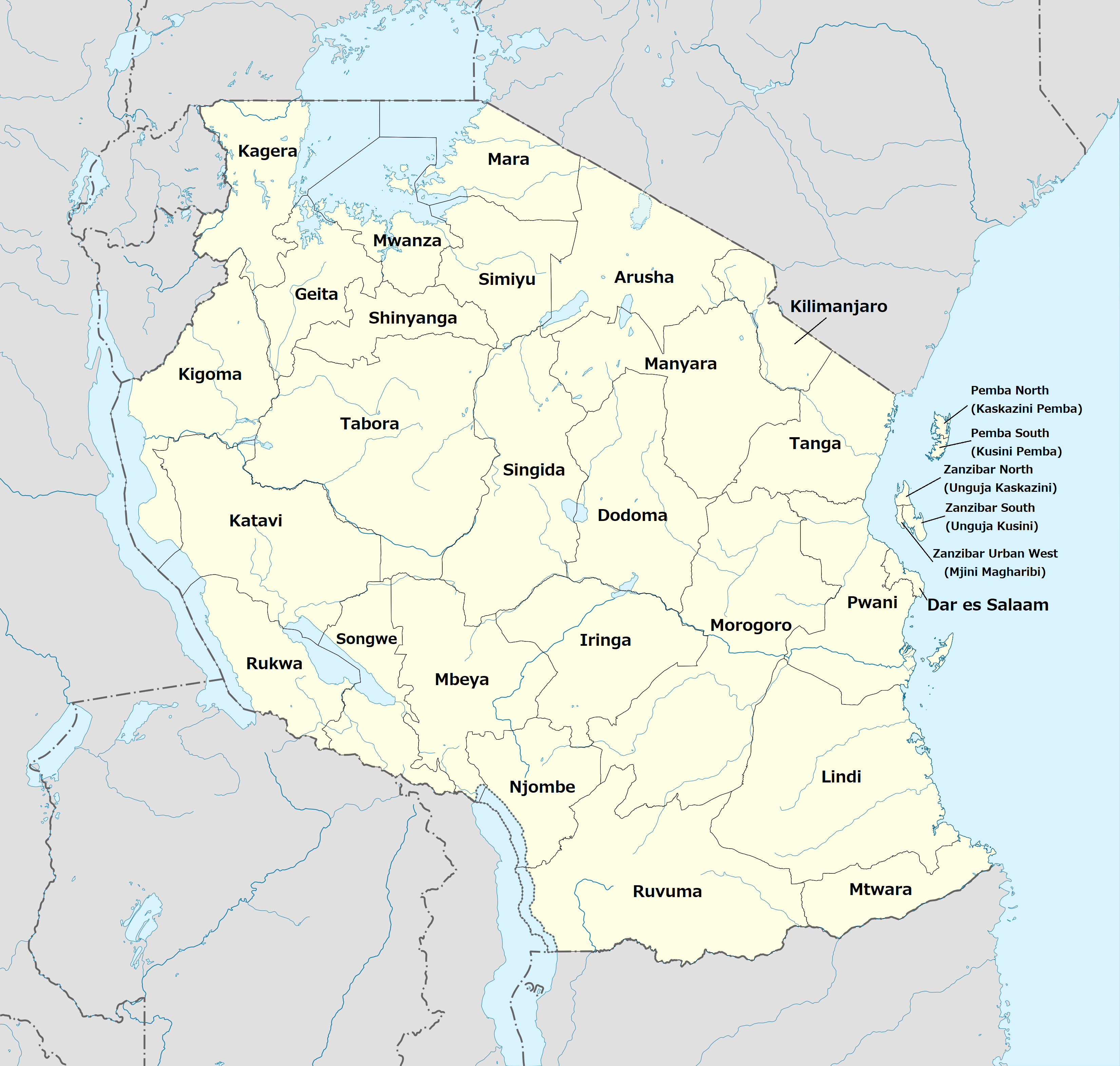
タンザニアの州

タンザニア連合共和国は、タンガニーカの26州、ザンジバルの5州（ウングジャ島3州、ペンバ島2州）からなる。
タンガニーカ：
首相府、地方自治国務相（Minister of State, Regional Administration and Local Government）の下、政令行政区上位から州（Region）、県（District）、郡（Division）、区（Ward）、村（Village/Street）と定められている。その他、県と郡の間に選挙区（Constituency）、村の下に隣組（Sub-Vilage）が存在する。また、行政系統が Regional Administration と Local Government に分かれており、連合共和国政府レベルの行政系統としてRegional Administration（州、県、郡）、地方政府の行政系統としてLocal Government（県、区、村）となっている。
ザンジバル：

### 主要都市
- ダルエスサラーム
- ドドマ
- アルーシャ
- ザンジバルシティ
- タンガ
- ムワンザ
- タボラ
- ムベヤ

## 経済

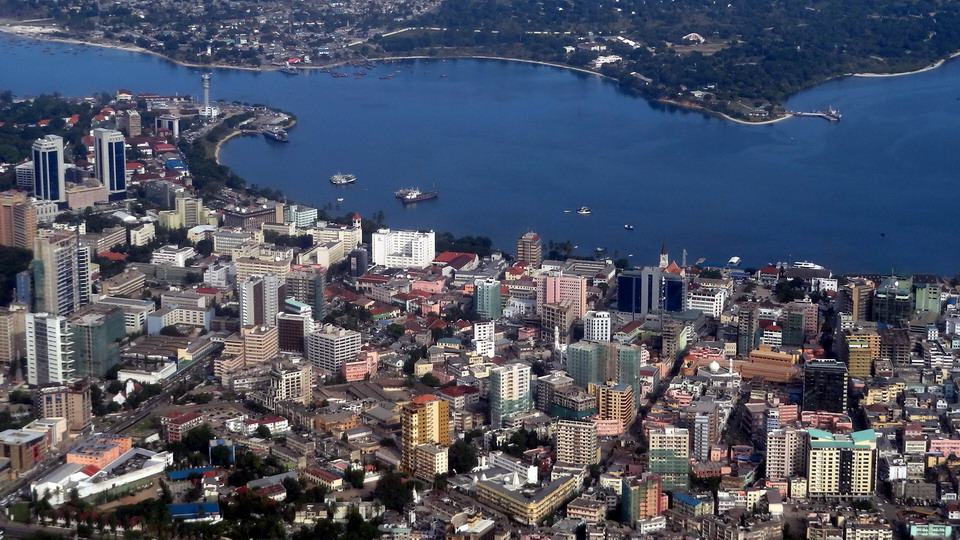
最大の都市ダルエスサラーム

1980年代中盤まで、タンザニアはジュリウス・ニエレレ大統領の下ウジャマー社会主義を標榜し、ウジャマー村と呼ばれる集団農場を中心とした社会主義経済を目指していた。しかし旧来の社会制度をまったく無視したこの方式は失敗に終わり、生活必需品の供給すら滞る状態となった。1985年にニエレレの後を継いだアリ・ハッサン・ムウィニ大統領は、IMFの勧告を受け入れ、貿易制限の緩和などを行い自由経済へと舵を切った。以後タンザニア経済は緩やかに回復へと向かい、1995年に就任したベンジャミン・ムカパ大統領の行った国営企業の民営化など政府セクターの民間への移動と、南アフリカ共和国などからの投資の拡大により、1995年から2005年までの経済成長率は平均5%を記録した。

### 農業
タンザニア経済は農業に立脚しており、GDPの半分以上、輸出の80%、雇用の85%は農業によってもたらされている。キリマンジャロは上質のコーヒーとして世界中で愛好される主要輸出品である。ほかに茶が栽培される。ビクトリア湖周辺では、漁業と綿花栽培を中心とした農業が盛んに行われている。ビクトリア湖で捕獲されるナイルパーチ（スズキに食感が似た淡水魚）は加工され、世界各地に輸出されている。他に、カシューナッツなども主要輸出品となっている。一方、ザンジバル経済の根幹を成しているのがクローブの栽培である。19世紀半ばにオマーンのサイイド・サイードによって始められたクローブ栽培は、2015年現在ではザンジバルの主要な輸出品となっている。ザンジバルのクローブの90%はペンバ島で栽培されている。

### 鉱工業
鉱業では、宝石のタンザナイトを産出することで有名である。金はアフリカでは南ア、ガーナに次ぐ産出がある。また、ブルンジと同様、超塩基性岩にともなうNi-PGE鉱床が存在し、ニッケル・コバルト・銅が採掘されている。また、南部海域のガス田から天然ガスが生産されダルエスサラームと地方での発電に使われている。しかしタンザニアの電力の多くは水力発電によってまかなわれているため、旱魃の影響を受けやすく、水不足が電力不足に直結する。

### 観光

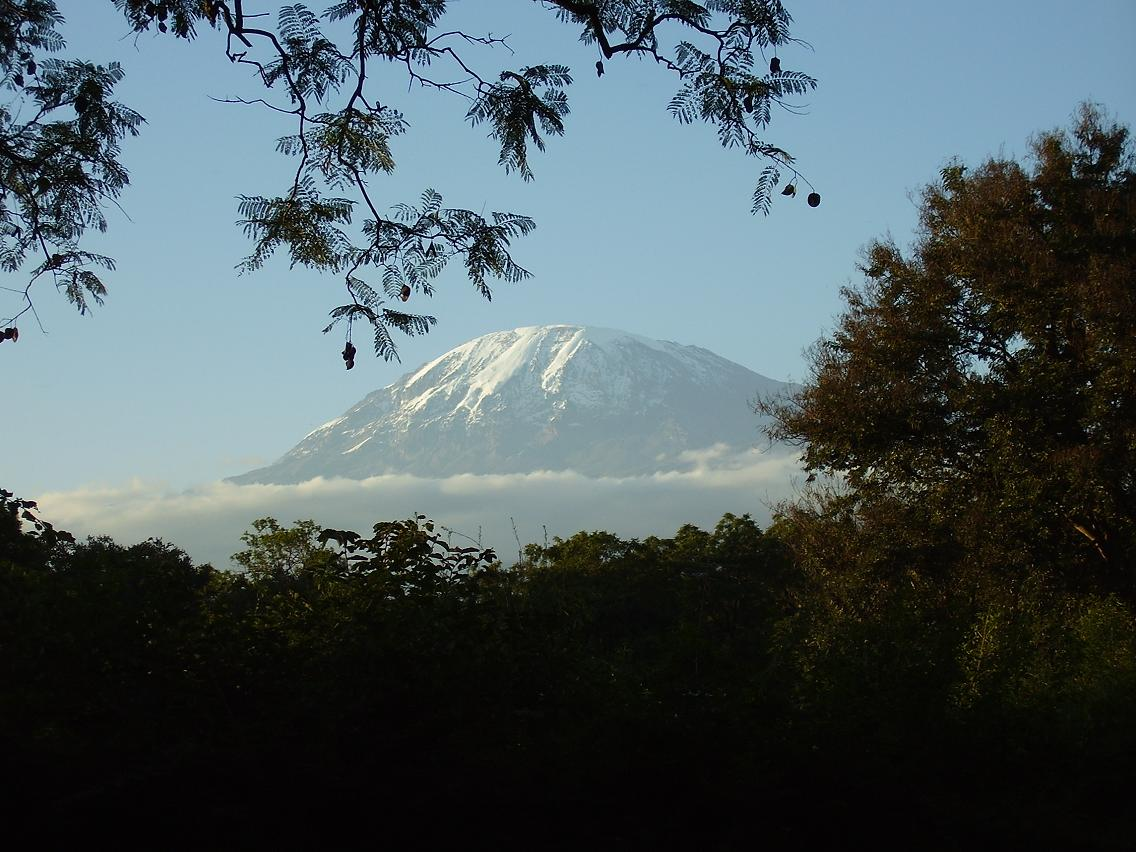
アフリカ大陸最高峰のキリマンジャロ山

タンザニアの観光業は成長を続けている。タンザニアにおける観光業はGDPの17.5%を占め、外貨収入の25%を占めており、金の輸出に次いで第2位の外貨獲得産業となっている。2004年にタンザニアに入国した観光客数は58万3,000人であり、1995年の2倍に達した。さらに2016年には観光客数は128万4,279人となっており、増加の一途を辿っている。観光客の目的はンゴロンゴロ保全地域やセレンゲティ国立公園などでのサファリ、キリマンジャロへの登山、ザンジバル島のストーン・タウンなど歴史遺産やザンジバルでのビーチリゾートなど多岐に渡っている。

## 交通

タンザニアの鉄道網

交通網はあまり発達しておらず、輸送インフラも貧弱である。国内道路のうち、旧首都ダルエスサラームからキリマンジャロ山麓のアルーシャまでは舗装道路が通じているものの、他は未舗装の悪路である部分も多い。

### 鉄道
鉄道は、タンザニア中央鉄道とタンザン鉄道の2社があり、前者はダルエスサラームから北へ向かいタンガやアルーシャを結ぶ路線と、西へ向かい首都ドドマ、タボラを通ってタンガニーカ湖畔のキゴマへ向かう路線、タボラから北へ向かいビクトリア湖畔のムワンザへと向かう3路線を運行している。後者は1976年に建設され、ダルエスサラームから南西へ向かい、マラウイ国境近くのムベヤを通ってザンビア領のカピリムポシまでを結んでいる。

### 水運
水運は、タンガニーカとザンジバル間で活発であるほか、ビクトリア湖やタンガニーカ湖に国際フェリーが就航しており、ケニアやウガンダ、コンゴ民主共和国とを結んでいる。沿岸ではいまだにダウ船での輸送も行われている。

### 航空
空運はかつて国営のタンザニア航空の独占であったが、自由化により中小の航空会社が多く設立されるようになった。

## 国民

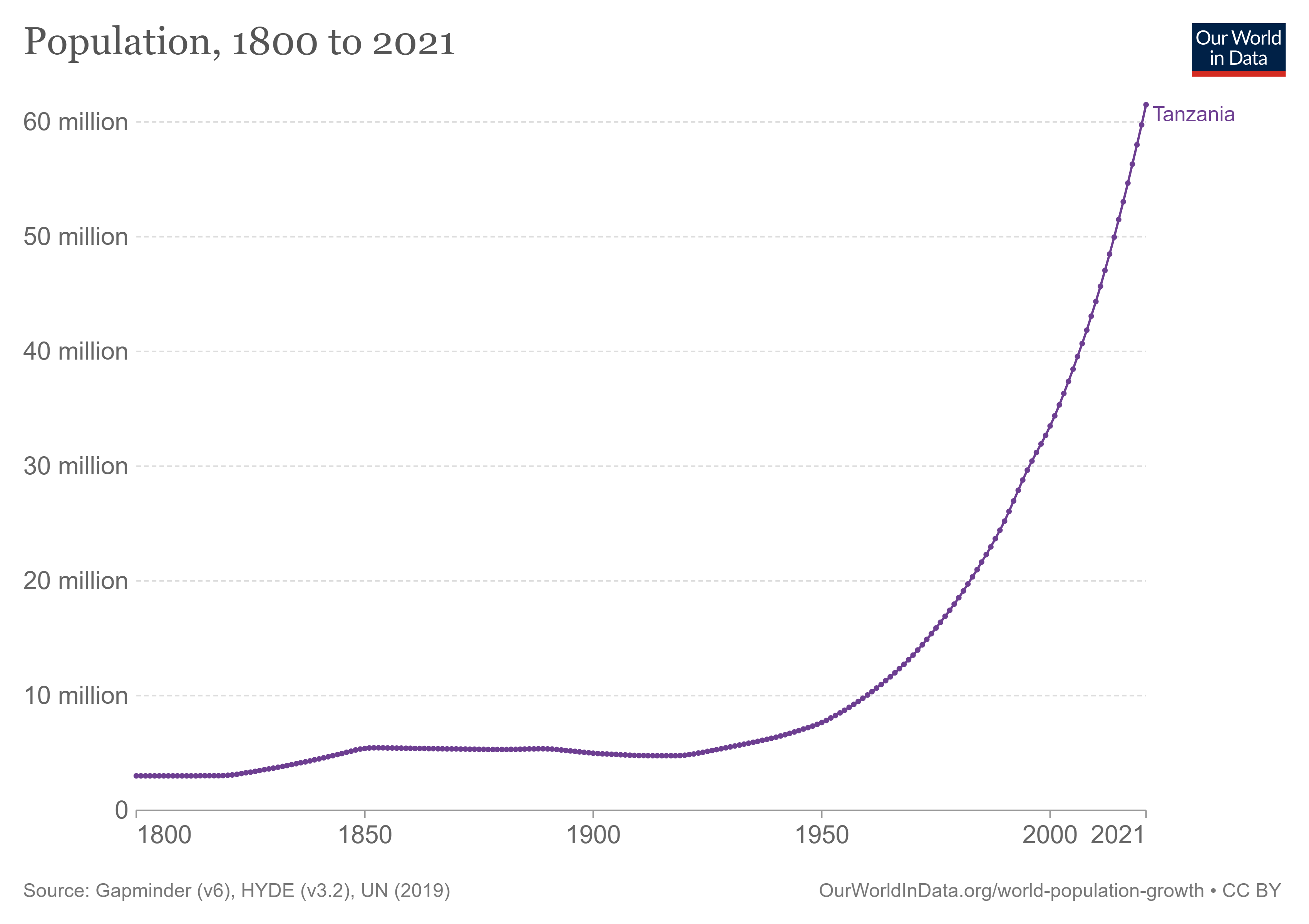
タンザニアの人口推移（1961年 - 2003年）

### 民族
バントゥー系黒人が国民の95%を占め、タンガニーカでは99%がアフリカ系黒人であり、1%ほどのヨーロッパ系、アラブ系、インド系の市民が存在する。ザンジバルではアラブ人、アフリカ系黒人の他に、両者の混血が存在する。また、アフリカ系黒人はザンジバル原住民と大陸からの移住民に別れ、ザンジバル原住民はイランのシーラーズからの移民の子孫であるとしてシラジと名乗り、混血民も含めてひとつの民族としてのアイデンティティを持つ。おもな民族はスクマ人、ハヤ人、ニャキュサ人、ニャムウェジ人、チャガ人、マコンデ族などである。それ以外にはトングェ族、ハッザ族などが存在する。また、北部からケニア南部にかけて、先住民であり遊牧民のマサイ族も存在する。

### 言語
言語は、スワヒリ語が国語であり、スワヒリ語と英語が公用語である。
スワヒリ語は国語の扱いを受けており、1960年のタンガニーカ独立時にはすでに公用語に指定されていた。これは旧宗主国の言語をそのまま公用語に指定した他のアフリカ諸国とは大きく異なる点である。1961年のザンジバルとの連合後、スワヒリ語母語話者がほとんどを占めるザンジバルを加えたことでこの政策はより推進されることとなった。1967年のウジャマー社会主義政策の採用以来、スワヒリ語の近代言語化や教育による普及が進められた。タンザニア憲法はスワヒリ語で書かれており、大衆文化の中でもテレビやラジオ、ポピュラー音楽などで用いられ、タンザニアにおいてスワヒリ語は国民統合のための言語としての地位を与えられている。その結果、タンザニアでは国民のほぼ100%がスワヒリ語を解するとされ、国家内で同一の言語が通じることはタンザニアの政情安定に大きく貢献しているとされる。一方で、スワヒリ語での教育は初等教育に限られ、中等教育以降へのスワヒリ語導入は進んでいない。2015年にはタンザニア政府は中等教育以降においても教授言語を英語からスワヒリ語へ転換する政策を表明し、実現されればサブサハラアフリカでは初の試みとなる。

### 宗教
宗教は、タンガニーカではキリスト教が30%、イスラム教が35%、伝統的宗教が35%である。ザンジバルではほぼ100%がイスラム教である。

### 教育

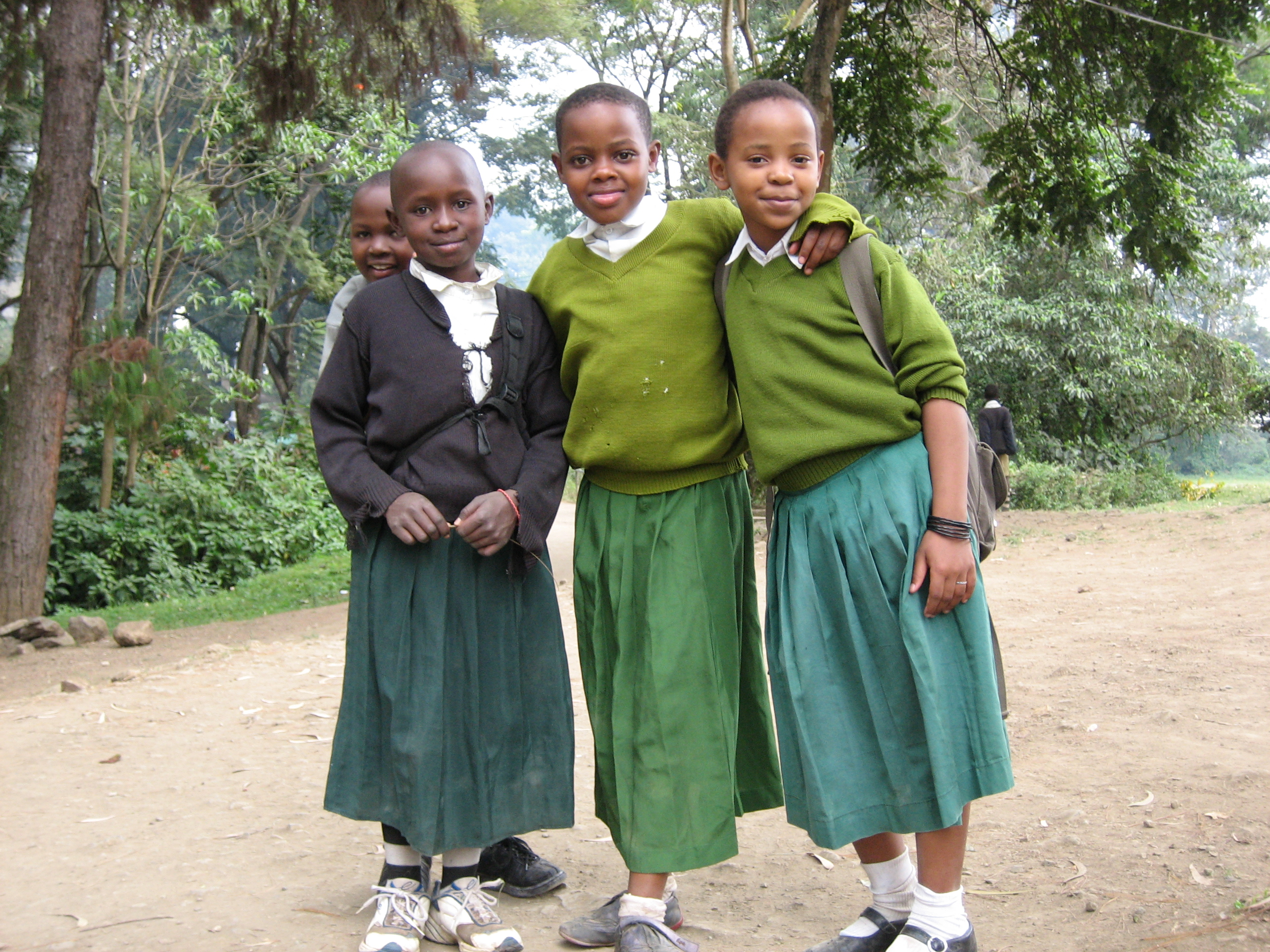
タンザニアの児童

学制は初等教育が7年、前期中等教育が4年、後期中等教育が2年、高等教育が3年の7-4-2-3制。義務教育は初等教育のみである。初等教育は2001年より無償化し、これにより就学率が大幅に向上した。現在、初等教育の就学率は97.3%である。前期中等教育は20.7%、後期中等教育は0.9%。教育言語は、初等教育は公用語であるスワヒリ語であるが、中等教育以降は英語が教育言語である。
2002年のセンサスによれば、15歳以上の国民の識字率は69.4%（男性：77.5%、女性：62.2%）である。1999年にはGDPの2.2%が教育に支出された。
おもな高等教育機関としては、ダルエスサラーム大学やソコイネ農業大学の名がげられる。

### 保健
かつては衛生状態が劣悪で、1978年1月には首都ダニエスサラームを中心にコレラ患者が多発、180人以上の死者が出た。政府はトイレの環境改善を奨励した結果、2020年現在、都市部では改善されたトイレを利用できる人口比率は30%を超える状態となっている。
タンザニアにおける2007年のHIV感染者は推計で約140万人であり、感染率は6.2%である。タンザニア人の平均寿命は52.01歳（男性：50.56歳、女性：53.51歳）である。

## 治安
治安は周辺のケニアやブルンジやコンゴ民主共和国などに比べると安定しているが、日本と比べるとかなり危険であり、全土において一般犯罪が日常的に発生しているとの情報がある。特に都市部においては、強盗（主に路上強盗や車両強盗）、住居侵入、空き巣、詐欺、ひったくりが多く発生しており、銃器が使用される凶悪犯罪も発生している。
2020年10月には隣国モザンビーク北部のカーボデルガード州における治安悪化が波及する形で、タンザニアで初めてイスラム国に関係するとみられる武装グループによるムトワラ州村民襲撃事件が発生。その後もモザンビークとの国境地域では武装グループによる襲撃事件も多発しており、更に翌年2021年8月にはダルエスサラーム市で治安当局がテロと断定した銃発砲事件が発生している。
また、コンゴ民主共和国等からの密入国者も多く、これらの中には武器を所持しているケースもあるなど、難民流入に伴い治安の悪化が懸念されている。加えて、近隣国のウガンダではISILとの関係が疑われるテロ事件が続発しているのが現状である。その為、滞在する際にはこうした状況のタンザニアへの波及リスクを念頭に充分留意する必要が求められる。

## マスコミ
タンザニアにはメディア評議会が存在しており、評議会は1995年に開設された。2003年に成立した「タンザニア通信規制法」により、放送ライセンスを監督する「タンザニア通信規制当局」が創設されている。

## 文化

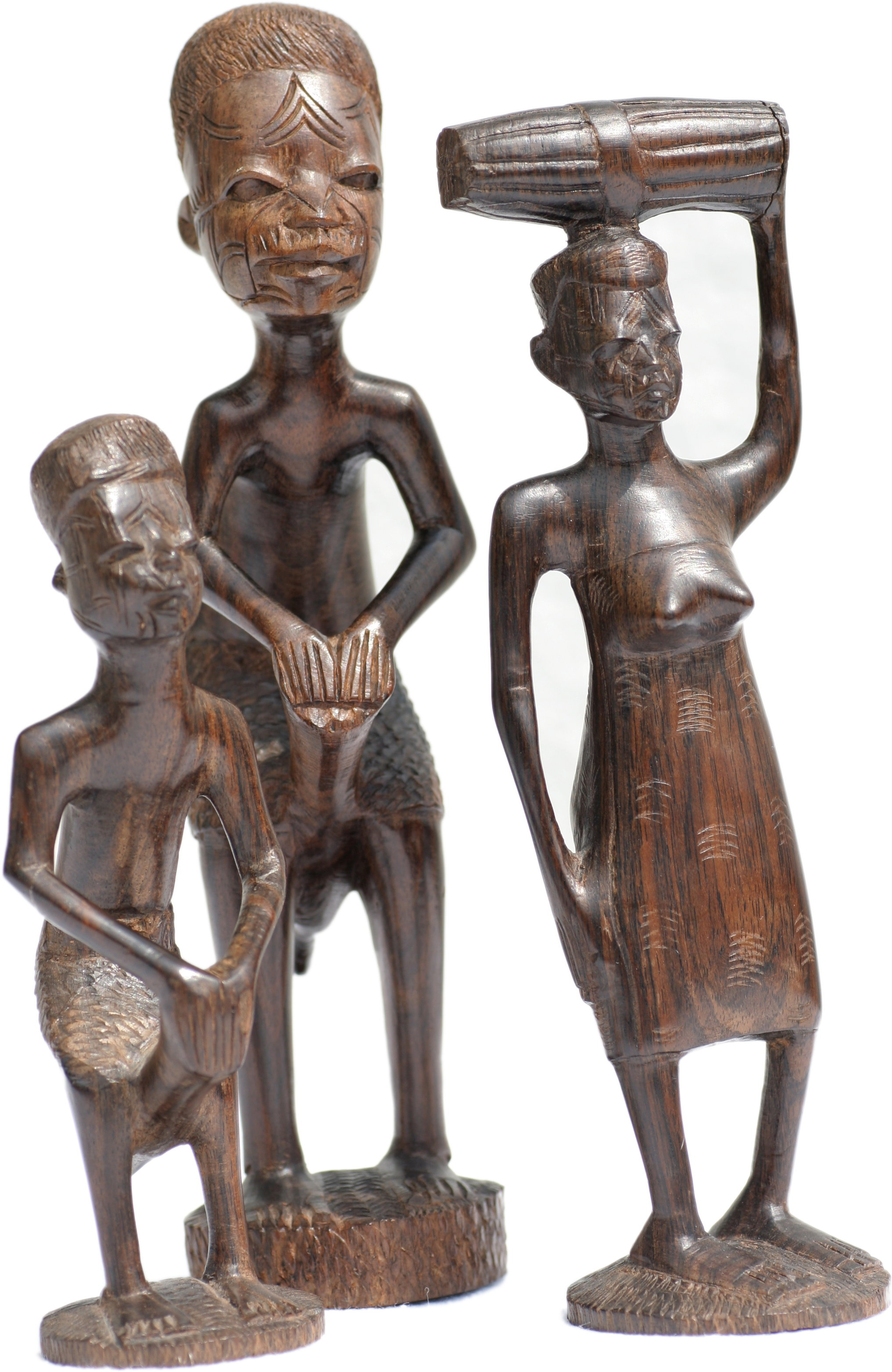
マコンデ人の彫刻

### 食文化
ウガリと呼ばれるトウモロコシの粉を練ったもの、または米が主食で、これにトマトベースのスープなどのおかずをつけて食べるのが一般的である。プランテン・バナナやキャッサバ、チャパティなどを食べる地域もある。

### 文学
タンザニアにおける文学は、20世紀後半まで主に口承文学を主体としていた。タンザニア国内で記録されている口承文学の大部分はスワヒリ語であるが、同国の言語にはそれぞれ独自の口承の伝統が根付いている為、必ずしも画一されたものとはなっていない。

### 音楽
ポピュラー音楽においては、1980年代からダルエスサラームで発達したレゲエやヒップ・ホップの影響を受けたボンゴフレーバー、20世紀前半にザンジバルで発達したタアラブやその現代版のモダン・タアラブなどが存在する。1980年代にはジャマイカ発祥のレゲエの汎アフリカ主義のメッセージが一定の力を持ち、タンザニア人ラスタファリアンが存在した。なお、伝統音楽においては親指ピアノ、ンゴマなどが存在する。また、R&B歌手にはヴァネッサ・ムディらがいる。

### 美術
南部に居住するマコンデ人のシェタニ（精霊）をモチーフとした黒檀の彫刻はタンザニアの美術において特筆される。
現代タンザニアを代表する画家、ジョージ・リランガもシェタニをモチーフに絵画や彫刻を製作した。その他にもタンザニアで発展を遂げたポップアートとして、エドワード・サイディ・ティンガティンガが1960年代に大成したティンガティンガ派絵画の存在が挙げられる。

### 世界遺産
タンザニア国内には、ユネスコの世界遺産リストに登録された文化遺産が3件、自然遺産が4件存在する。

#### 文化遺産

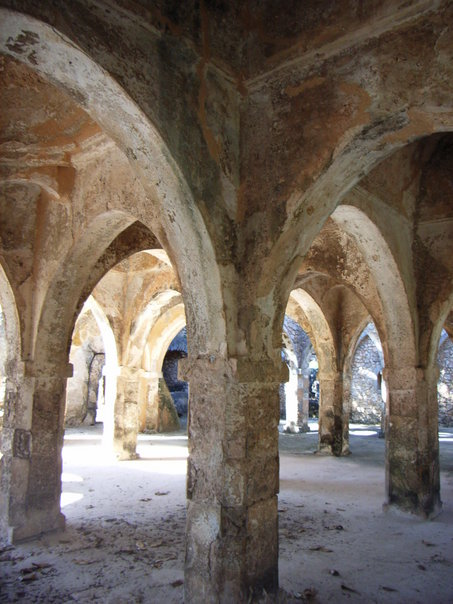
キルワ・キシワニとソンゴ・ムナラの遺跡群（文化遺産）
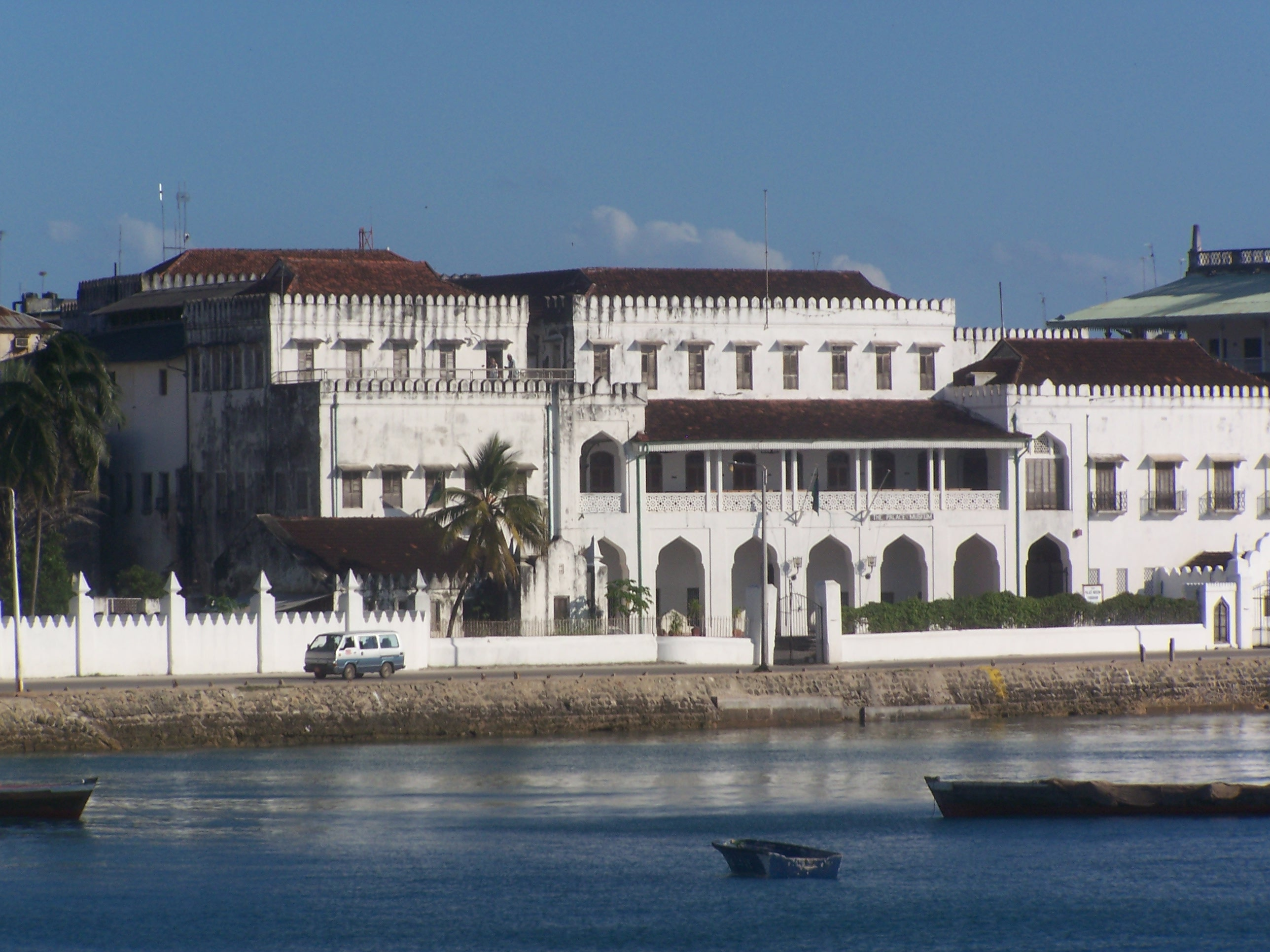
ザンジバル島のストーン・タウン（文化遺産）

#### 国立公園・国立保護区

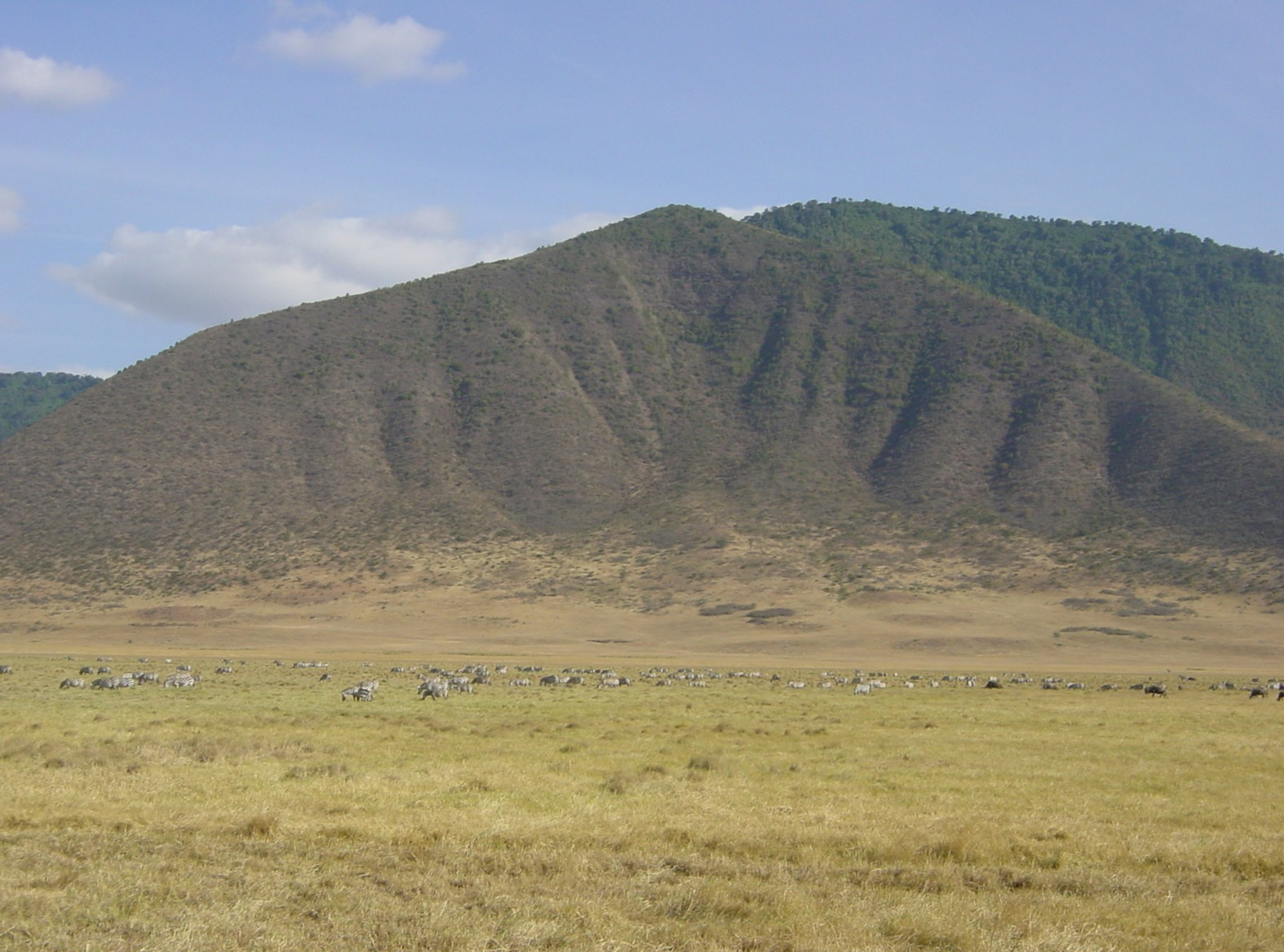
ンゴロンゴロ保全地域（複合遺産）
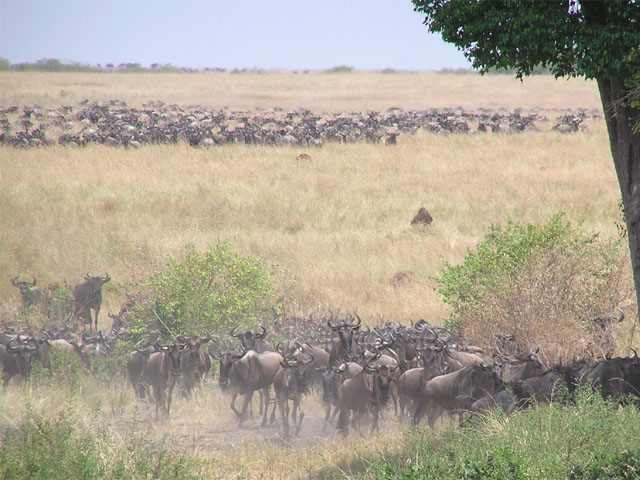
セレンゲティ国立公園（自然遺産）
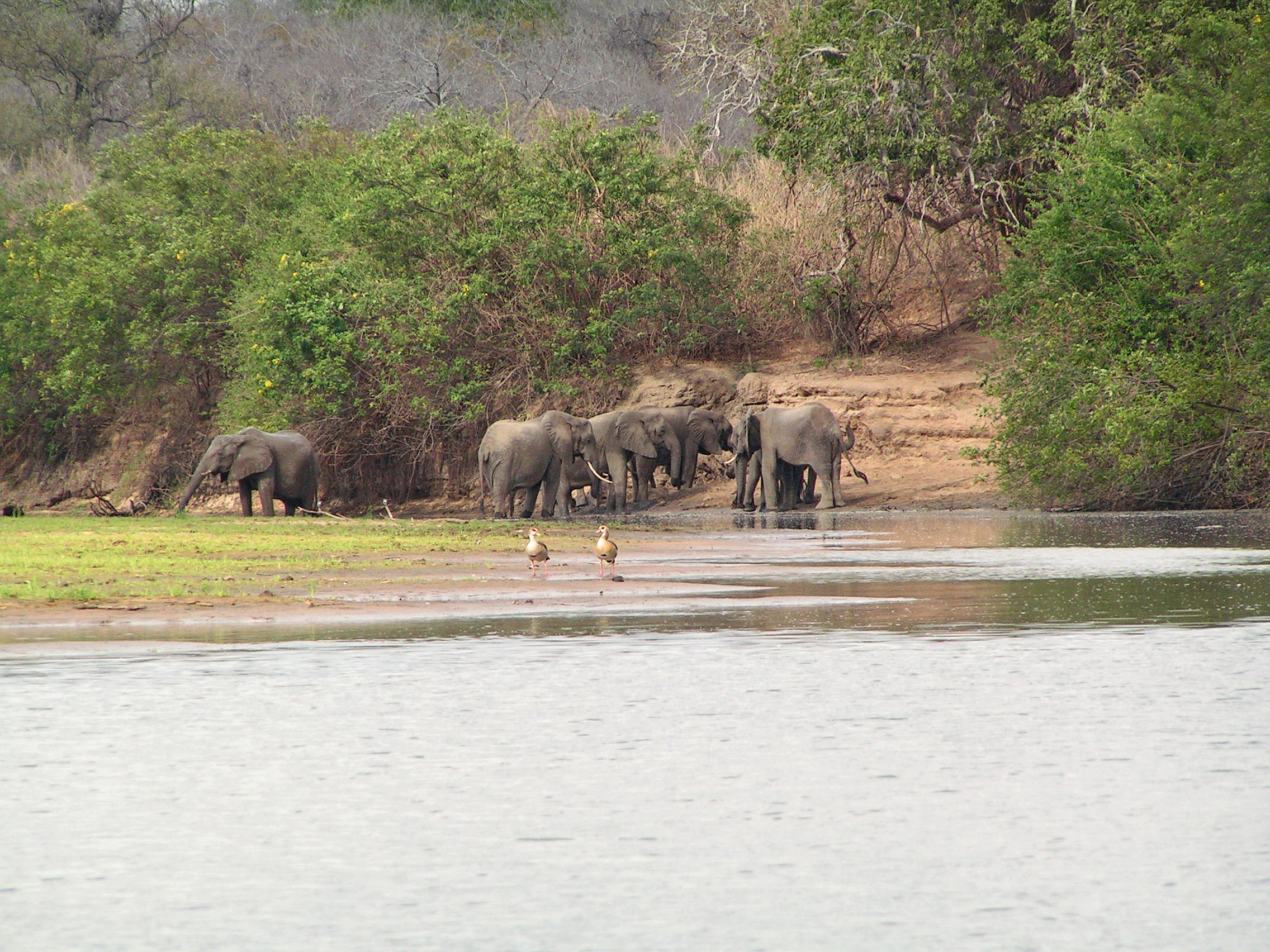
セルース猟獣保護区（自然遺産）
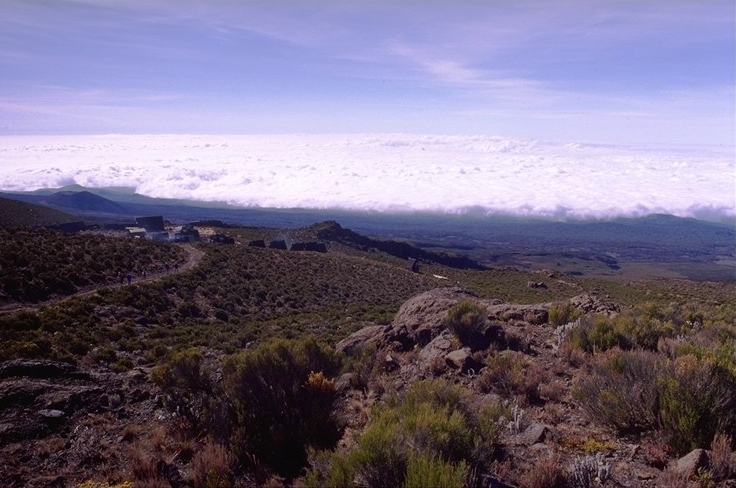
キリマンジャロ国立公園（自然遺産）

### 祝祭日
| 日付     | 日本語表記           | 現地語表記                         | 備考                                   |
| -------- | -------------------- | ---------------------------------- | -------------------------------------- |
| 1月1日   | 元日                 | Mwaka Mpya                         |                                        |
| 1月12日  | ザンジバル革命記念日 | Mapinduzi ya Zanzibar              | 1964年、ザンジバルで革命               |
| 4月26日  | 統合記念日           | Muungano wa Tanganyika na Zanzibar | 1964年、タンガニーカとザンジバルが統合 |
| 5月1日   | 労働者の日           | Sikukuu ya Wafanyakazi             | メーデー                               |
| 7月7日   | 産業の日             | Saba Saba                          |                                        |
| 8月8日   | 農業の日             | Nane Nane (Siku ya Wakulima)       |                                        |
| 10月14日 | ニエレレの日         | Kumbukumbu ya Mwalimu Nyerere      | タンザニア初代大統領/1999.10.14没      |
| 12月9日  | 独立記念日           | Uhuru na Jamhuri                   | 1961年、タンガニーカ独立               |
| 12月25日 | クリスマス           | Kuzaliwa Kristo                    |                                        |
| 12月26日 | ボクシング・デー     | Siku ya Kupeana Zawadi             |                                        |

### スポーツ
サッカー
タンザニア国内でも他のアフリカ諸国同様、サッカーが圧倒的に1番人気のスポーツとなっている。1965年にサッカーリーグのタンザニアン・プレミアリーグが創設された。タンザニアサッカー連盟によって構成されるサッカータンザニア代表は、これまでFIFAワールドカップには未出場である。アフリカネイションズカップには2度出場しているが、いずれもグループリーグ敗退となっている。
オリンピック